# Nebrioporus
Nebrioporus es un género de coleópteros adéfagos  perteneciente a la familia Dytiscidae. 

## Especies seleccionadas
- Nebrioporus abyssinicus	(Sharp 1882)
- Nebrioporus airumlus	(Kolenati 1845)
- Nebrioporus amicorum	Toledo 2009
- Nebrioporus amurensis	(Sharp 1882)
- Nebrioporus anchoralis	(Sharp 1884)
- Nebrioporus baeticus	(Schaum 1864)
- Nebrioporus banajai	(Brancucci 1980)
- Nebrioporus benzeli	(Heer 1862)
- Nebrioporus brownei
- Nebrioporus bucheti
- Nebrioporus canaliculatus
- Nebrioporus canariensis	(Bedel 1881)
- Nebrioporus capensis	(Omer-Cooper 1953)
- Nebrioporus carinatus	(Aube 1836)
- Nebrioporus cazorlensis	(Lagar, Fresneda & Hernando 1987)